# Life in the Fast Lane
Life in the Fast Lane è un singolo del gruppo musicale rock Eagles, pubblicato nel 1977. Il brano fu scritto da Don Henley, Glenn Frey e Joe Walsh.

## Tracce
1. Life in the Fast Lane – 4:46 (Henley, Frey, Walsh)
2. The Last Resort – 7:25 (Henley, Frey)

Edizione tedesca
1. Life in the Fast Lane – 4:46 (Henley, Frey, Walsh)
2. Wasted Time – 4:55 (Henley, Frey)

## Classifiche
| Classifica                       | Posizione massima |
| -------------------------------- | ----------------- |
| Adult Contemporary               | 41                |
| Billboard Canadian Singles Chart | 15                |
| Billboard Hot 100                | 11                |